# La scomparsa di Majorana (album)
La scomparsa di Majorana è il quinto album in studio del cantautore italiano Flavio Giurato, pubblicato nel 2015 con l'etichetta Entry.

## Descrizione
Il titolo fa riferimento al fisico siciliano Ettore Majorana, e alla sua misteriosa scomparsa nel 1938.
L'album è stato pre prodotto da Guido Celli e prodotto da Piero Tievoli. È stato registrato e mixato al Rustudio di Pian di Scò Val d'Arno da Andrea Cozzolino

## Tracce
1. Los Alamos
2. Sidi Bel Abbès
3. Italia Italia
4. Tres nuraghes
5. I cavalieri del re
6. Gatton gattoni
7. La banda dei topini
8. La scomparsa di Majorana
9. In caso di cura
10. La grande distribuzione

## Formazione
- Flavio Giurato – chitarre
- Piero Tievoli – chitarre
- Andrea Cozzolino – chitarre e altro
- Enzo Cozzolino – banjo in I Cavalieri del re
- Moreno Raspanti – fisarmonica in Tres Nuraghes